# Зализница (Волынская область)
Зали́зница (укр. Залізниця) — село в Любешовской поселковой общине Камень-Каширского района Волынской области Украины.
До 2020 года входило в Любешовский район.
Код КОАТУУ — 0723185601. Население по переписи 2001 года составляет 1423 человека. Почтовый индекс — 44253. Телефонный код — 3362. Занимает площадь 3,27 км².